# Ruta de Rhode Island 123
La Ruta de Rhode Island 123, y abreviada R.I. 123 (en inglés: Rhode Island Route 123) es una carretera estatal estadounidense ubicada en el estado de Rhode Island. La carretera inicia en el Oeste desde la Ruta 116     en Lincoln hacia el Este en la Ruta 123     en Attleboro. La carretera tiene una longitud de 12,4 km (7.7 mi).

## Mantenimiento
Al igual que las autopistas interestatales, y las rutas federales y el resto de carreteras estatales, la Ruta de Rhode Island 123 es administrada y mantenida por el Departamento de Transporte de Rhode Island por sus siglas en inglés RIDOT.

## Cruces
La Ruta de Rhode Island 123 es atravesada principalmente por la Ruta 146     en Lincoln y Cumberland.